# 巴黎 (肯塔基州)
巴黎（英語：Paris）是美国肯塔基州波旁县的一座城市，于1775年建城，位于路易斯维尔以东182千米，利金河畔。至1789年它的名字是霍普维尔（Hopewell），1790年为了纪念美國獨立戰爭中法国的支援改名为巴黎。巴黎以“马、历史和好客”为口号来吸引游客。
1862年巴黎被提升为市，1900年它有4603名居民，1910年5859名居民，1940年6697名居民。2000年人口普查时其居民数为9183人，它是波旁县的县府，邮政编码为40361。
巴黎有多个著名的賽馬种马养育场。多匹名马死后被埋葬在这里。
巴黎出过几名发明家，其中最著名的是三色交通红绿灯和防毒面具的发明者加勒特·摩根。

## 地理
按照美国人口调查局数据，巴黎的总面积为17.6平方公里，其中17.5平方公里为陆地面积，0.1平方公里为水面面积（占总面积的0.29%）。

## 人口
根据2000年的人口普查巴黎有9183名居民，分3857户、2487个家庭。其人口密度为521.4人每平方公里。市内84.23%的人口是白人、12.71%的人口是美国黑人、0.16%的人口是美洲土著人、0.16%的人口是亚洲人、1.35%的人口是其它人种、1.38%的人口是混血儿。西班牙裔或拉丁美洲裔的人口占2.62%。
市内的3857户中31.9%的有18岁以下的未成年人、43.8%是结婚夫妇、16.5%是带孩子的单身妇女、35.5%不是家庭、31.2%是单身汉、14.2%有65岁以上的老年人。平均每户有2.33人，家庭的平均大小为2.90人。
市内人口结构为25.3%的人是18岁以下的未成年人、9.0%在18至24岁之间、28.5%在25至44岁之间、21.6%在45至64岁之间、15.7%在65岁以上。人口平均年龄为36岁。性别比为女比男100：88.9，18岁以上的人的性别比为女比男100：82.7。
市内每户的平均年收入为30,872美元、每个家庭的平均年收入为37,358美元。男子的人均年收入为29,275美元，女子的人均年收入为21,285美元。总人均年收入为16,645美元。17.5%的家庭或者说17.8%的人口生活在贫困线以下，其中包括24.2%的未成年人和15.9%的老人。

## 友好城市
- 法國 拉莫特伯夫龙

## 外部連結
- 巴黎市官方網站
- Paris-Bourbon County Chamber of Commerce （页面存档备份，存于）